# Odin Sphere
Odin Sphere (オーディンスフィア, Ōdin Sufia) est un jeu vidéo de type action-RPG en 2D prenant place dans le monde fantastique d’Erion, développé par Vanillaware et sorti sur PlayStation 2 en 2007 au Japon. Il a été localisé et publié par Atlus pour la version américaine en 2007 et Square Enix pour la version PAL en 2008.
Un remake intitulé Odin Sphere Leifthrasir (オーディンスフィア レイヴスラシル, Ōdin Sufia Reivusurashiru) est sorti sur PlayStation 3, PlayStation 4 et PlayStation Vita en janvier 2016 au Japon et en juin 2016 en Amérique du Nord et en Europe.

## Histoire
Odin Sphere est un conte sous la forme d’un jeu vidéo. Lorsque le jeu débute après l’écran titre, le joueur aperçoit une jeune fille du nom d’Alice rentrer dans une pièce avec un livre au sol. Cet écran sert pratiquement  exclusivement à « pénétrer » dans le livre où le vrai jeu se passe. Quand le premier livre est terminé, un deuxième fait son apparition sur le plancher où se trouve la petite fille et ainsi de suite jusqu'au septième. Les cinq premiers livres racontent l’histoire des cinq protagonistes du jeu de leur point de vue, le sixième nommé « Armageddon » raconte leur combat final et le dernier « La roue du destin » révèle la conclusion.

## Personnages principaux
Les personnages sont listés selon l’ordre d’apparition de leur livre :
- Gwendolyn, la valkyrie,
- Cornelius, le prince Pooka (race de lapin parlant),
- Mercedes, la reine des fées,
- Oswald, le chevalier ténébreux,
- Velvet, la princesse du royaume de Valentine.

## Système d’évolution
À la différence de la majorité des autres jeux vidéo de rôle, le système d’évolution des caractéristiques des personnages dans Odin Sphere ne fonctionne pas par l’accumulation de points d’expériences acquit en battant des adversaires. Le développement se fait plutôt par : l’absorption de « phozons » et la consommation de nourriture.

### Phozon
Les phozons, dans cet univers, représentent le souffle de la vie. Chaque organisme vivant est fait de phozons et lorsqu’il meurt ils quittent son corps. Le joueur doit, lorsqu’il a terrassé un ennemi, absorber cette énergie avec son psypher (son arme). Lorsque assez de cette énergie a été absorbée, l’arme monte de niveau ce qui accentue les dégâts qu’elle fera ultérieurement. Le joueur peut aussi recevoir des phozons en créant des potions ou en plantant une graine de « rosemile ».

### Nourriture
La consommation de nourriture dans ce jeu ne sert pas seulement à rétablir la jauge de santé du personnage, chaque bouchée remplit un peu plus la barre d’expérience de vie (les potions régénératrices ne donne pas de points d’expériences, mais ne sont pas considérées comme de la nourriture). Plusieurs types d’aliments existent comme : les fruits, les viandes, les produits laitiers, etc. Ces  vivres dans leur forme simple font l’affaire en début de partie, mais le joueur se rendra rapidement compte, à force de monter de niveaux et de rencontrer des adversaires de plus en plus coriaces, qu’ils deviennent insuffisants. Pour remédier à cela, le village Pooka contient un restaurant et un café permettant d’avoir des mets plus élaborés si le joueur a la recette, les ingrédients et l’argent pour se les procurer.

## Alchimie
Élément très important du jeu, l’alchimie permet de créer des potions pour régénérer sa barre de vie et de puissance (qui permet d’attaquer), pour effacer les effets néfastes d’une attaque ennemie, pour infliger de sérieux dégâts et plus encore. Pour créer une potion il faut essentiellement une « matière » (flacon incolore) et une mandragore. En combinant la base à différents objets, on augmente le numéro de la base, ce qui change le résultat final lorsqu'on la combine ensuite à l’un des 5 types de mandragore.